# غاري دانيلز
غاري دانيلز (بالإنجليزية: Gary Daniels)‏ واسمه الكامل : غاري ايدورد دانيلز، ممثل بريطاني، من مواليد 9 مايو 1963 ، وكان ملاكما قبل أن يتجه إلى السينما، ويجيد فنون القتالية كالكاراتيه، ومن أبرز أفلامه الشهيرة : قبضة نجم الشمال .

## أعماله
| سنة              | عنوان الفيلم                    | شارك في دور الفيلم          | ملاحظات |
| ---------------- | ------------------------------- | --------------------------- | --- |
| 1988 في الأفلام ‏ | Final Reprisal                  | David Callahan              | Straight to Video                                                                                             |
| 1988             | The Secret Of King Mahis Island |                             | |
| 1991 ‏            | Ring of Fire                    | Bud                         | First time partnered with دون ويلسون                                                                          |
| 1991 ‏            | Capital Punishment              | James Thayer                | |
| 1992 ‏            | Bloodfist IV: Die Trying        | Scarface                    | Second time partnered with دون ويلسون                                                                         |
| 1992 ‏            | American Streetfighter          | Jake Tanner                 | Also Fight Choreographer                                                                                      |
| 1993 ‏            | City Hunter                     | Kim                         | First time partnered with جاكي شان                                                                            |
| 1993 ‏            | Full Impact                     | Jared Taskin                | Also Fight Choreographer                                                                                      |
| 1993 ‏            | Knights                         | David                       | |
| 1993 ‏            | Firepower                       | Nick Sledge                 | |
| 1994 في الأفلام ‏ | Deadly Target                   | Charles Prince              | |
| 1995 ‏            | قبضة نجم الشمال                 | Kenshirô                    | |
| 1995 ‏            | Rage                            | Alex Gainer                 | Also Associate Producer                                                                                       |
| 1996 ‏            | White Tiger                     | Mike Ryan                   | |
| 1997 ‏            | Hawk's Vengeance                | Eric Hawke                  | Also Fight Choreographer                                                                                      |
| 1997 ‏            | Bloodmoon                       | Ken O'Hara                  | Also Associate Producer                                                                                       |
| 1998 في الأفلام ‏ | Recoil                          | Det. Ray Morgan             | Also Associate Producer                                                                                       |
| 1999 في الأفلام ‏ | No Tomorrow                     | Jason                       | |
| 1999 في الأفلام ‏ | Cold Harvest                    | Roland Chaney/Oliver Chaney | |
| 2000 ‏            | Ides of March                   | Thomas Cane                 | Unreleased to date. Title also changed to Ultimate Target                                                     |
| 2000 ‏            | Queen´s Messenger               | Captain Anthony Strong      | |
| 2001 في الأفلام ‏ | Gedo - Fatal Blade              | Richard Fox                 | Also Associate Producer                                                                                       |
| 2001 في الأفلام ‏ | City of Fear                    | Steve Roberts               | |
| 2002 ‏            | Black Friday                    | Dean Campbell               | Also Producer                                                                                                 |
| 2004             | Retrograde                      | Markus                      | First time partnered with دولف لندجرين                                                                        |
| 2005             | Submerged                       | Col. Sharpe                 | |
| 2006             | Reptilicant                     | Ryan Moore                  | |
| 2008             | يوم توقفت الارض ‏                | Gary                        | Uncredited |
| 2008             | الأسطورة بروس لي                | Kickboxer                   | 2 Episodes |
| 2009             | La Linea ‏                       | Martin                      | |
| 2010             | Game of Death                   | Zander                      | |
| 2010             | تيكن (فيلم 2010)                | Bryan Fury                  | |
| 2010             | المرتزقة                        | The Brit                    | Second time partnered with دولف لندجرين First time partnered with جت لي، ستون كولد ستيف أوستن and إريك روبرتس |
| 2010             | مطاردة للقتل (فيلم)             | Jensen                      | Straight to DVD Second time partnered with ستون كولد ستيف أوستن and إريك روبرتس                               |

## وصلات خارجية
- غاري دانيلز على موقع IMDb (الإنجليزية)
- غاري دانيلز على موقع روتن توميتوز (الإنجليزية)
- غاري دانيلز على موقع ألو سيني (الفرنسية)
- غاري دانيلز على موقع تيرنر كلاسيك موفيز (الإنجليزية)
- غاري دانيلز على موقع أول موفي (الإنجليزية)
- غاري دانيلز على موقع قاعدة بيانات الأفلام السويدية (السويدية)
- غاري دانيلز على موقع إن إن دي بي (الإنجليزية)
- غاري دانيلز على موقع قاعدة بيانات الفيلم (الإنجليزية)
- غاري دانيلز على موقع كينوبويسك (الروسية)
- Gary Daniels Exclusive Interview on The Expendables
- Gary Daniels Interview: Shooting An Action Scene on The Expendables - Askmen.com